# Canton de la Piège au Razès
Le canton de la Piège au Razès, précédemment appelé canton de Fanjeaux, est une circonscription électorale française du département de l'Aude créée par le décret du 21 février 2014 et entrée en vigueur lors des élections départementales de 2015.

## Histoire
Un nouveau découpage territorial de l'Aude entre en vigueur en mars 2015, défini par le décret du 21 février 2014, en application des lois du 17 mai 2013 (loi organique 2013-402 et loi 2013-403). Les conseillers départementaux sont, à compter de ces élections, élus au scrutin majoritaire binominal mixte. Les électeurs de chaque canton élisent au Conseil départemental, nouvelle appellation du Conseil général, deux membres de sexe différent, qui se présentent en binôme de candidats. Les conseillers départementaux sont élus pour six ans au scrutin binominal majoritaire à deux tours, l'accès au second tour nécessitant 12,5 % des inscrits au premier tour. En outre la totalité des conseillers départementaux est renouvelée. Ce nouveau mode de scrutin nécessite un redécoupage des cantons dont le nombre est divisé par deux avec arrondi à l'unité impaire supérieure si ce nombre n'est pas entier impair, assorti de conditions de seuils minimaux. Dans l'Aude, le nombre de cantons passe ainsi de 35 à 19.
Au 1er janvier 2016, le canton change de dénomination par décret du 27 décembre 2015.

## Représentation
| Période élective | Période élective | Mandat | Mandat   | Identité                        | Nuance | Nuance | Qualité |
| ---------------- | ---------------- | ------ | -------- | ------------------------------- | ------ | ------ | --- |
| 2015             | 2021             | 2015   | 2021     | Marie-Christine Bourrel-Lacroix |        | PS     | Conseillère municipale de Belvèze-du-Razès |
| 2015             | 2021             | 2015   | 2021     | André Viola                     |        | PS     | Président du Conseil général de l'Aude (2011-2015) Président du Conseil départemental de l'Aude (2015-2020) Conseiller général du canton de Fanjeaux (2001-2015) Conseiller municipal de Bram Président de la Communauté de Communes Piège-Lauragais-Malepère |
| 2021             | 2028             | 2021   | en cours | Marie-Christine Bourrel         |        | PS     | Conseillère sortante |
| 2021             | 2028             | 2021   | en cours | André Viola                     |        | DVG    | Conseiller sortant |

### Résultats détaillés

#### Élections de mars 2015
Lors des élections départementales de 2015, le binôme composé de Marie-Christine Bourrel et André Viola (PS) est élu au premier tour avec 50,87% des suffrages exprimés, devant le binôme composé de Louis-Marie de L'Épinois et Anny Laugé (FN) (38,62%). Le taux de participation est de 61,95 % (9 123 votants sur 14 726 inscrits) contre 57,46 % au niveau départemental et 50,17 % au niveau national.

#### Élections de juin 2021
Le premier tour des élections départementales de 2021 est marqué par un très faible taux de participation (33,26 % au niveau national). Dans le canton de la Piège au Razès, ce taux de participation est de 47,7 % (7 089 votants sur 14 863 inscrits) contre 39,73 % au niveau départemental. À l'issue de ce premier tour,  le binôme constitué de Marie-Christine Bourrel et André Viola (Union à gauche avec des écologistes, 70,5 %), est élu avec 70,5 % des suffrages exprimés.

## Composition
Le canton comprend soixante-douze communes entières.
| Nom                                    | Code Insee | Intercommunalité                  | Superficie (km2) | Population (dernière pop. légale) | Densité (hab./km2) | Modifier                                    |
| -------------------------------------- | ---------- | --------------------------------- | ---------------- | --------------------------------- | ------------------ | ------------------------------------------- |
| Bram (bureau centralisateur)           | 11049      | CC Piège-Lauragais-Malepère       | 17,72            | 3 252 (2022)                      | 184                | modifier les données · modifier les données |
| Alaigne                                | 11004      | CC du Limouxin                    | 13,86            | 331 (2022)                        | 24                 | modifier les données · modifier les données |
| Baraigne                               | 11026      | CC Castelnaudary Lauragais Audois | 4,76             | 164 (2022)                        | 34                 | modifier les données · modifier les données |
| Belflou                                | 11030      | CC Castelnaudary Lauragais Audois | 8,93             | 111 (2022)                        | 12                 | modifier les données · modifier les données |
| Bellegarde-du-Razès                    | 11032      | CC du Limouxin                    | 6,41             | 252 (2022)                        | 39                 | modifier les données · modifier les données |
| Belpech                                | 11033      | CC Piège-Lauragais-Malepère       | 42,46            | 1 339 (2022)                      | 32                 | modifier les données · modifier les données |
| Belvèze-du-Razès                       | 11034      | CC du Limouxin                    | 4,52             | 841 (2022)                        | 186                | modifier les données · modifier les données |
| Brézilhac                              | 11051      | CC Piège-Lauragais-Malepère       | 6,82             | 176 (2022)                        | 26                 | modifier les données · modifier les données |
| Brugairolles                           | 11053      | CC du Limouxin                    | 8,47             | 301 (2022)                        | 36                 | modifier les données · modifier les données |
| Cahuzac                                | 11057      | CC Piège-Lauragais-Malepère       | 3,04             | 30 (2022)                         | 9,9                | modifier les données · modifier les données |
| Cailhau                                | 11058      | CC du Limouxin                    | 9,76             | 250 (2022)                        | 26                 | modifier les données · modifier les données |
| Cailhavel                              | 11059      | CC du Limouxin                    | 5,34             | 150 (2022)                        | 28                 | modifier les données · modifier les données |
| Cambieure                              | 11061      | CC du Limouxin                    | 3,20             | 322 (2022)                        | 101                | modifier les données · modifier les données |
| La Cassaigne                           | 11072      | CC Piège-Lauragais-Malepère       | 12,13            | 188 (2022)                        | 15                 | modifier les données · modifier les données |
| Cazalrenoux                            | 11087      | CC Piège-Lauragais-Malepère       | 13,35            | 102 (2022)                        | 7,6                | modifier les données · modifier les données |
| La Courtète                            | 11108      | CC du Limouxin                    | 5,47             | 48 (2022)                         | 8,8                | modifier les données · modifier les données |
| Cumiès                                 | 11114      | CC Castelnaudary Lauragais Audois | 3,92             | 43 (2022)                         | 11                 | modifier les données · modifier les données |
| Donazac                                | 11121      | CC du Limouxin                    | 5,06             | 111 (2022)                        | 22                 | modifier les données · modifier les données |
| Escueillens-et-Saint-Just-de-Bélengard | 11128      | CC du Limouxin                    | 11,20            | 151 (2022)                        | 13                 | modifier les données · modifier les données |
| Fajac-la-Relenque                      | 11134      | CC Castelnaudary Lauragais Audois | 3,51             | 51 (2022)                         | 15                 | modifier les données · modifier les données |
| Fanjeaux                               | 11136      | CC Piège-Lauragais-Malepère       | 25,49            | 886 (2022)                        | 35                 | modifier les données · modifier les données |
| Fenouillet-du-Razès                    | 11139      | CC Piège-Lauragais-Malepère       | 7,22             | 76 (2022)                         | 11                 | modifier les données · modifier les données |
| Ferran                                 | 11141      | CC Piège-Lauragais-Malepère       | 5,86             | 132 (2022)                        | 23                 | modifier les données · modifier les données |
| Fonters-du-Razès                       | 11149      | CC Piège-Lauragais-Malepère       | 12,15            | 74 (2022)                         | 6,1                | modifier les données · modifier les données |
| La Force                               | 11153      | CC Piège-Lauragais-Malepère       | 4,60             | 259 (2022)                        | 56                 | modifier les données · modifier les données |
| Gaja-la-Selve                          | 11159      | CC Piège-Lauragais-Malepère       | 11,38            | 136 (2022)                        | 12                 | modifier les données · modifier les données |
| Generville                             | 11162      | CC Piège-Lauragais-Malepère       | 10,21            | 51 (2022)                         | 5,0                | modifier les données · modifier les données |
| Gourvieille                            | 11166      | CC Castelnaudary Lauragais Audois | 3,09             | 69 (2022)                         | 22                 | modifier les données · modifier les données |
| Gramazie                               | 11167      | CC du Limouxin                    | 2,00             | 128 (2022)                        | 64                 | modifier les données · modifier les données |
| Hounoux                                | 11173      | CC Piège-Lauragais-Malepère       | 7,62             | 133 (2022)                        | 17                 | modifier les données · modifier les données |
| Lafage                                 | 11184      | CC Piège-Lauragais-Malepère       | 12,71            | 96 (2022)                         | 7,6                | modifier les données · modifier les données |
| Lasserre-de-Prouille                   | 11193      | CC Piège-Lauragais-Malepère       | 4,16             | 290 (2022)                        | 70                 | modifier les données · modifier les données |
| Laurabuc                               | 11195      | CC Castelnaudary Lauragais Audois | 8,04             | 411 (2022)                        | 51                 | modifier les données · modifier les données |
| Laurac                                 | 11196      | CC Piège-Lauragais-Malepère       | 11,58            | 180 (2022)                        | 16                 | modifier les données · modifier les données |
| Lauraguel                              | 11197      | CC du Limouxin                    | 7,01             | 621 (2022)                        | 89                 | modifier les données · modifier les données |
| Lignairolles                           | 11204      | CC du Limouxin                    | 7,31             | 34 (2022)                         | 4,7                | modifier les données · modifier les données |
| La Louvière-Lauragais                  | 11208      | CC Castelnaudary Lauragais Audois | 6,25             | 80 (2022)                         | 13                 | modifier les données · modifier les données |
| Malviès                                | 11216      | CC du Limouxin                    | 7,22             | 362 (2022)                        | 50                 | modifier les données · modifier les données |
| Marquein                               | 11218      | CC Castelnaudary Lauragais Audois | 5,49             | 80 (2022)                         | 15                 | modifier les données · modifier les données |
| Mayreville                             | 11226      | CC Castelnaudary Lauragais Audois | 8,17             | 86 (2022)                         | 11                 | modifier les données · modifier les données |
| Mazerolles-du-Razès                    | 11228      | CC du Limouxin                    | 8,22             | 154 (2022)                        | 19                 | modifier les données · modifier les données |
| Mézerville                             | 11231      | CC Castelnaudary Lauragais Audois | 7,30             | 97 (2022)                         | 13                 | modifier les données · modifier les données |
| Mireval-Lauragais                      | 11234      | CC Castelnaudary Lauragais Audois | 10,32            | 193 (2022)                        | 19                 | modifier les données · modifier les données |
| Molandier                              | 11236      | CC Piège-Lauragais-Malepère       | 19,84            | 251 (2022)                        | 13                 | modifier les données · modifier les données |
| Molleville                             | 11238      | CC Castelnaudary Lauragais Audois | 3,59             | 136 (2022)                        | 38                 | modifier les données · modifier les données |
| Montauriol                             | 11239      | CC Castelnaudary Lauragais Audois | 8,47             | 84 (2022)                         | 9,9                | modifier les données · modifier les données |
| Montgradail                            | 11246      | CC du Limouxin                    | 4,48             | 49 (2022)                         | 11                 | modifier les données · modifier les données |
| Monthaut                               | 11247      | CC du Limouxin                    | 7,01             | 37 (2022)                         | 5,3                | modifier les données · modifier les données |
| Orsans                                 | 11268      | CC Piège-Lauragais-Malepère       | 9,94             | 97 (2022)                         | 9,8                | modifier les données · modifier les données |
| Payra-sur-l'Hers                       | 11275      | CC Castelnaudary Lauragais Audois | 24,52            | 208 (2022)                        | 8,5                | modifier les données · modifier les données |
| Pech-Luna                              | 11278      | CC Piège-Lauragais-Malepère       | 6,57             | 76 (2022)                         | 12                 | modifier les données · modifier les données |
| Pécharic-et-le-Py                      | 11277      | CC Piège-Lauragais-Malepère       | 5,77             | 29 (2022)                         | 5,0                | modifier les données · modifier les données |
| Pexiora                                | 11281      | CC Piège-Lauragais-Malepère       | 13,16            | 1 264 (2022)                      | 96                 | modifier les données · modifier les données |
| Peyrefitte-sur-l'Hers                  | 11283      | CC Castelnaudary Lauragais Audois | 6,47             | 76 (2022)                         | 12                 | modifier les données · modifier les données |
| Plaigne                                | 11290      | CC Piège-Lauragais-Malepère       | 13,19            | 120 (2022)                        | 9,1                | modifier les données · modifier les données |
| Plavilla                               | 11291      | CC Piège-Lauragais-Malepère       | 12,40            | 142 (2022)                        | 11                 | modifier les données · modifier les données |
| Pomy                                   | 11294      | CC du Limouxin                    | 6,00             | 51 (2022)                         | 8,5                | modifier les données · modifier les données |
| Ribouisse                              | 11312      | CC Piège-Lauragais-Malepère       | 10,21            | 101 (2022)                        | 9,9                | modifier les données · modifier les données |
| Routier                                | 11328      | CC du Limouxin                    | 11,27            | 234 (2022)                        | 21                 | modifier les données · modifier les données |
| Saint-Amans                            | 11331      | CC Piège-Lauragais-Malepère       | 8,16             | 62 (2022)                         | 7,6                | modifier les données · modifier les données |
| Saint-Gaudéric                         | 11343      | CC Piège-Lauragais-Malepère       | 11,13            | 108 (2022)                        | 9,7                | modifier les données · modifier les données |
| Saint-Julien-de-Briola                 | 11348      | CC Piège-Lauragais-Malepère       | 11,31            | 80 (2022)                         | 7,1                | modifier les données · modifier les données |
| Saint-Michel-de-Lanès                  | 11359      | CC Castelnaudary Lauragais Audois | 13,03            | 487 (2022)                        | 37                 | modifier les données · modifier les données |
| Saint-Sernin                           | 11365      | CC Piège-Lauragais-Malepère       | 6,53             | 42 (2022)                         | 6,4                | modifier les données · modifier les données |
| Sainte-Camelle                         | 11334      | CC Castelnaudary Lauragais Audois | 9,52             | 124 (2022)                        | 13                 | modifier les données · modifier les données |
| Salles-sur-l'Hers                      | 11371      | CC Castelnaudary Lauragais Audois | 19,31            | 752 (2022)                        | 39                 | modifier les données · modifier les données |
| Seignalens                             | 11375      | CC du Limouxin                    | 6,17             | 30 (2022)                         | 4,9                | modifier les données · modifier les données |
| Villarzel-du-Razès                     | 11417      | CC du Limouxin                    | 12,60            | 95 (2022)                         | 7,5                | modifier les données · modifier les données |
| Villasavary                            | 11418      | CC Piège-Lauragais-Malepère       | 33,08            | 1 216 (2022)                      | 37                 | modifier les données · modifier les données |
| Villautou                              | 11419      | CC Piège-Lauragais-Malepère       | 5,97             | 66 (2022)                         | 11                 | modifier les données · modifier les données |
| Villepinte                             | 11434      | CC Piège-Lauragais-Malepère       | 15,40            | 1 252 (2022)                      | 81                 | modifier les données · modifier les données |
| Villesiscle                            | 11438      | CC Piège-Lauragais-Malepère       | 5,46             | 366 (2022)                        | 67                 | modifier les données · modifier les données |
| Canton de la Piège au Razès            | 1101       |                                   | 703,89           | 20 476 (2022)                     | 29                 | modifier les données                        |

## Démographie
En 2022, le canton comptait 20 476 habitants, en évolution de +1,83 % par rapport à 2016 (Aude : +2,65 %, France hors Mayotte : +2,11 %).
| 2013   | 2018   | 2022   |
| ------ | ------ | ------ |
| 20 224 | 20 164 | 20 476 |